# 矮星系
矮星系是由大約1000到數十億顆恆星組成的小星系，而銀河系的恆星為數量為200-4000億顆顆。緊緊圍繞銀河系運行的大麥哲倫星雲包含的恆星超過300億顆，一般都認為它是一個成熟的星系，但也有人將它歸類為矮星系。矮星系的形成和活動被認為受到與更大星系相互作用的嚴重影響。天文學家根據矮星系的形狀和組成，區分與確定了多種類型的矮星系。

## 形成

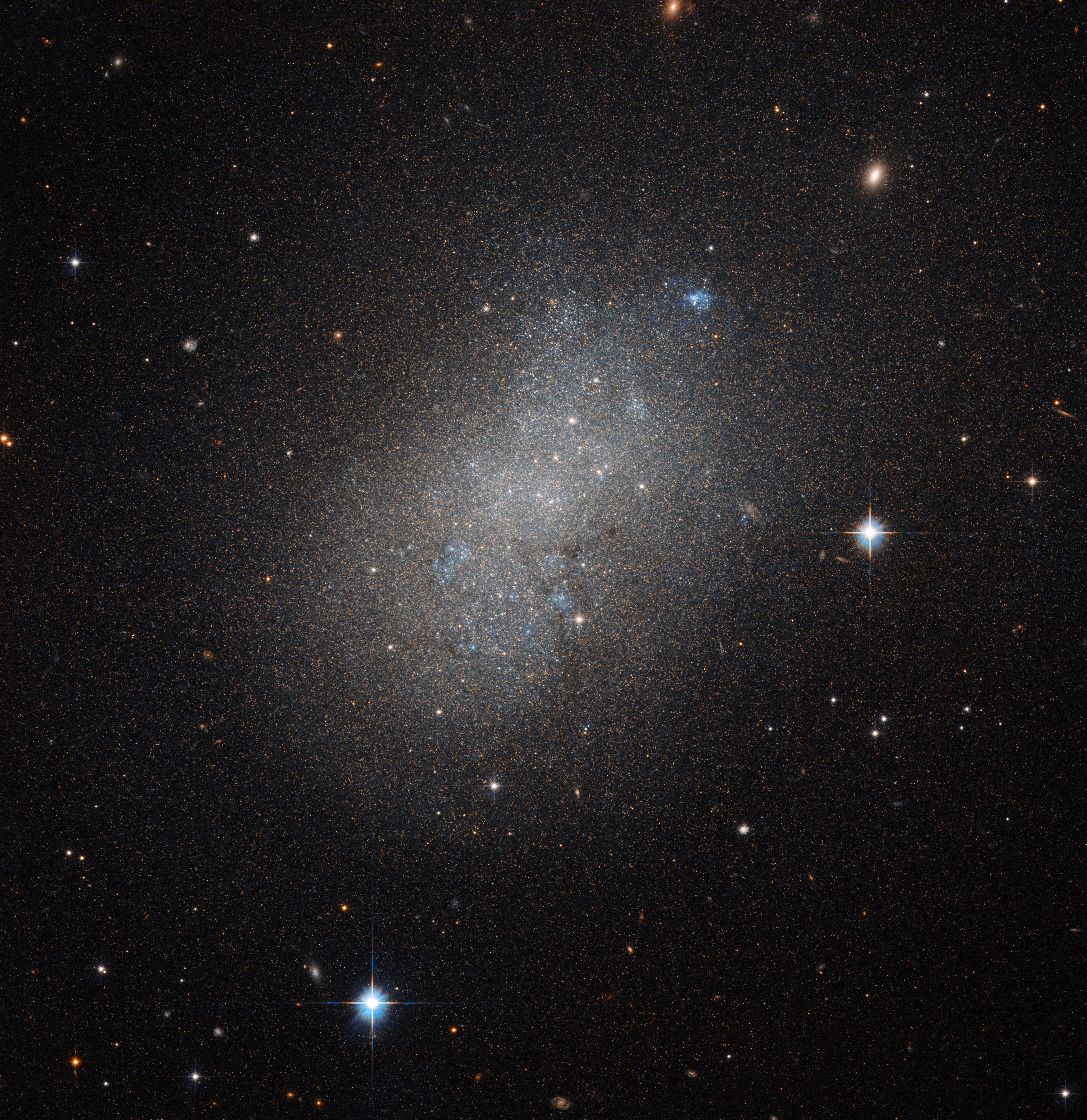
像NGC 5264這樣的矮星系通常擁有大約10億顆恆星。

有一種理論認為大多數星系，包括矮星系，都是與暗物質一起形成，或來自含有金屬的氣體。然而，NASA的太空探測器星系演化探測器發現了新的矮星系是由低金屬豐度的氣體形成的。這些矮星系位於星座獅子座中，被由氫和氦組成的獅子座環圍繞著。
由於矮星系的體積小，已經觀察到它們被鄰近的螺旋星系拉扯，並被撕裂著，導致星流的產生，最終將發生星系合併。

## 本地矮星系

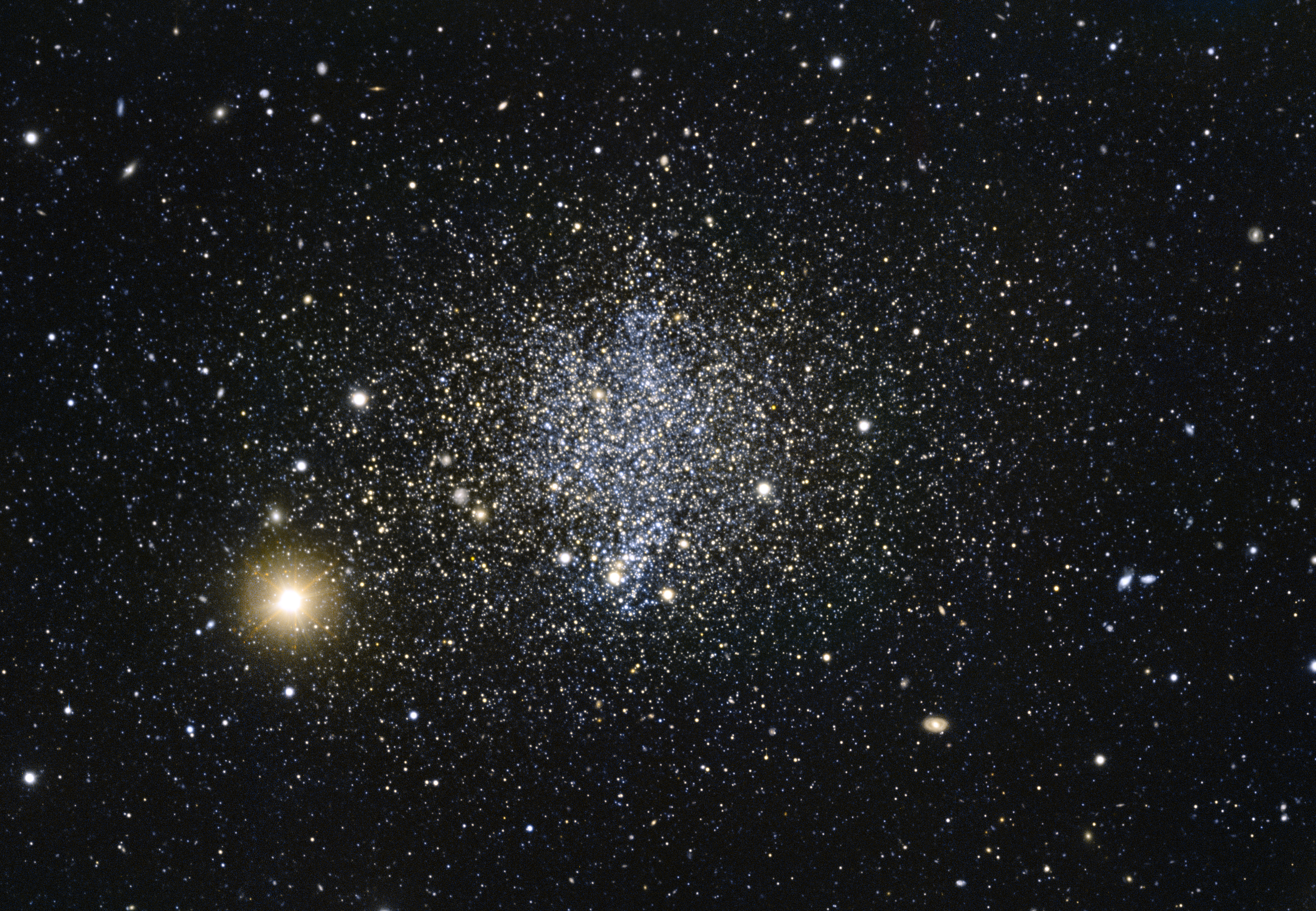
鳳凰座矮星系是一個矮不規則星系，其內部區域是較年輕的恆星。周邊是較老的恆星。

本星系群中有許多矮星系；這些小星系通常圍繞著較大的星系運行，例如 銀河系、仙女座星系和三角座星系。2007年的一篇論文已經表明許多矮星系是由銀河系和仙女座大星系在早期演化過程中的星系潮汐創造的。潮汐矮星系是在星系碰撞時，在質量相互作用的引力下產生。星系物質流從母星系和圍繞它們的暗物質光暈中被拉開。2018年的一項研究表明，一些本地矮星系形成得非常早，在黑暗時代，即形成於大爆炸之後的第一個十億年內。
超過 20 個已知的矮星系圍繞銀河系運行，最近的觀測也使天文學家相信銀河系中最大的球狀星團，半人馬座ω實際上是一個矮星系的核心，其中心有一個黑洞，它在某個時候被銀河系吸收了。

## 常見類型

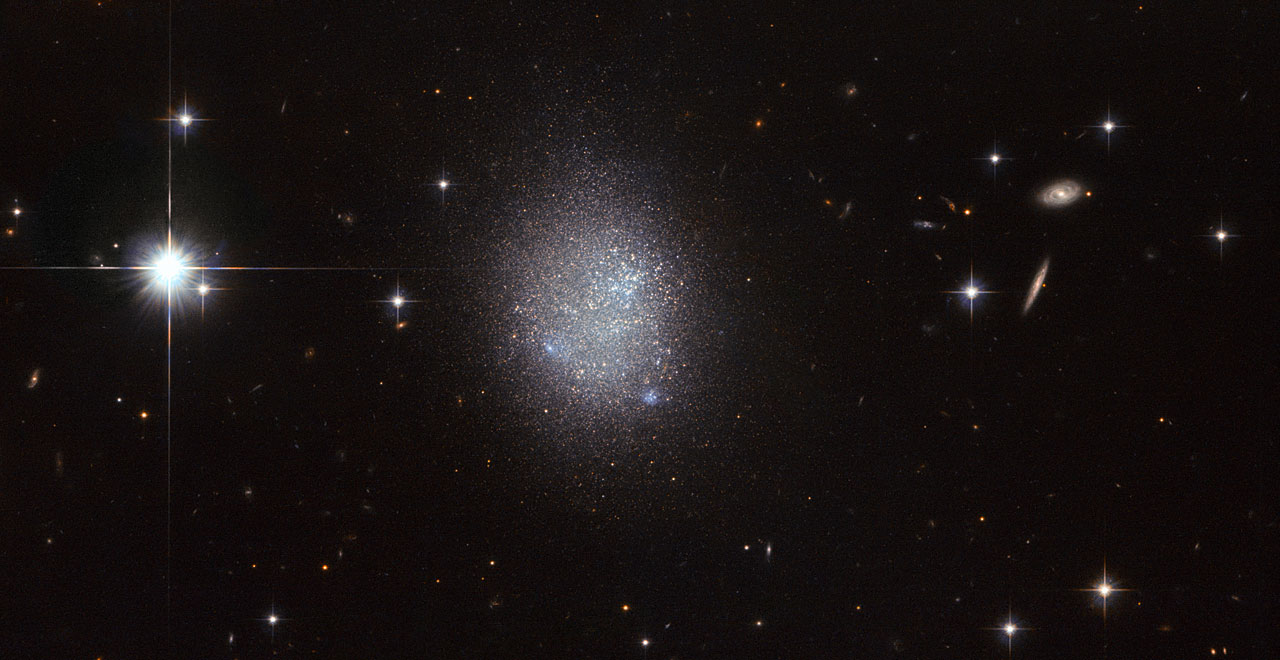
UGC 11411是一個被稱為不規則藍緻密矮星系（BCD）的星系。

- 橢圓星系：矮橢圓星系（英語：dwarf elliptical galaxy，縮寫為de）
- 矮橢球星系：曾經是矮橢圓星系的子型，現在被認為是一種獨特的類型[來源請求]（縮寫為dSph。）。
- 不規則星系：矮不規則星系（英語：dwarf irregular galaxy，縮寫為dIrr。）。
- 螺旋星系：矮螺旋星系（英語：dwarf spiral galaxy，縮寫ds。）[13]。
- 麥哲倫型矮星系（英語：Magellanic type dwarfs）
- 藍緻密矮星系：參見下文
- 超緻密矮星系：參見下文

## 藍緻密矮星系

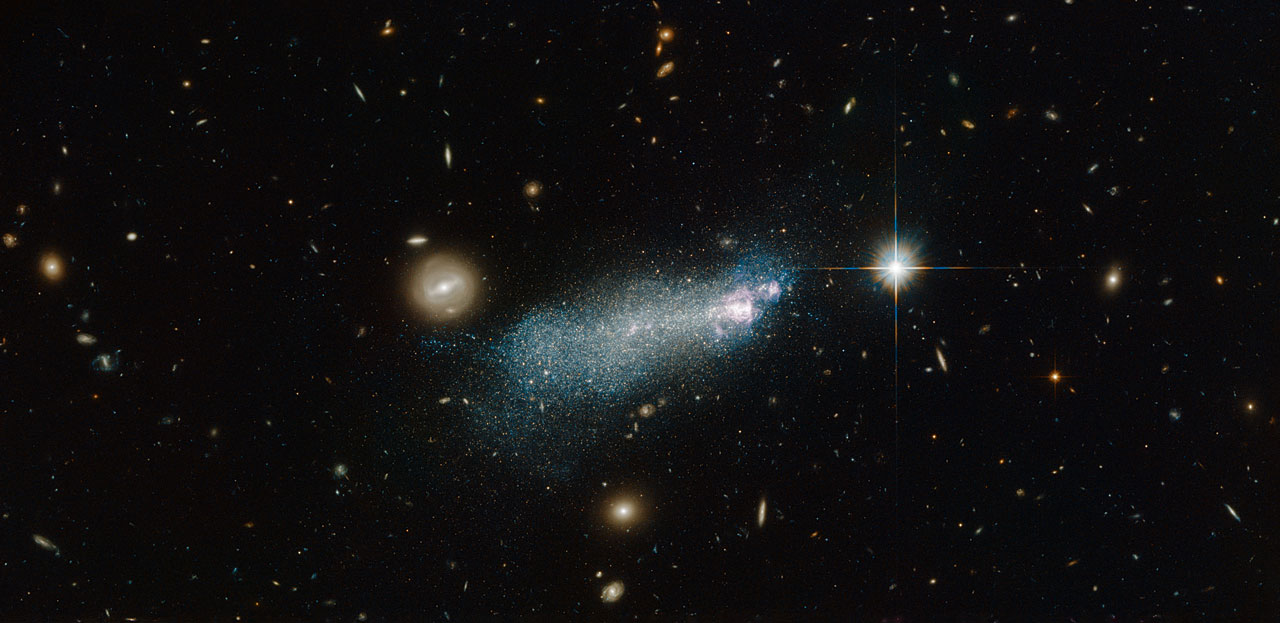
藍緻密矮星系PGC 51017。

藍緻密矮星系（BCD星系）是天文學中的一種小星系，它包含了由年輕、炙熱、大質量恆星組成的大恆星集團。  這些恆星中最亮的是藍色，導致星系本身呈現出藍色的色調。大多數BCD星系也被歸類為矮星系中的不規則星系或透鏡狀星系。因為它們是由星團組成的，所以BCD星系的形狀是不均勻的。它們大量且快速的消耗氣體，導致它們的恆星形成活動非常激烈。
BCD星系在形成新恆星的過程中冷卻。星系內的恆星都是在不同的時間形成的，因此星系有時間冷卻並積累物質以形成新的恆星。隨著時間的推移，這些恆星的形成會改變星系的形狀。
附近的例子包括NGC 1705、NGC 2915、NGC 3353和UGCA 281。

## 部分矮星系的列表
- 寶瓶座矮星系
- 大犬座矮星系
- I Zwicky 18
- IC 10
- 大麥哲倫星系
- NGC 1569
- NGC 1705
- 飛馬座矮不規則星系
- 鳳凰座矮星系
- 人馬座矮橢球星系
- 人馬座矮不規則星系
- 玉夫座矮星系
- 玉夫座矮不規則星系
- 六分儀座 A
- 六分儀座矮星系
- 小麥哲倫星系
- 杜鵑座矮星系
- 小熊座矮星系
- Willman 1
- 船底座矮星系
- 天龍座矮星系
- 天爐座矮星系

## 外部連結
- Milky Way Satellite Galaxies
- SPACE.com article on "hobbit galaxies" （页面存档备份，存于）
- Science article on "hobbit galaxies" （页面存档备份，存于）